# Alfianello
Alfianello is een gemeente in de Italiaanse provincie Brescia (regio Lombardije) en telt 2427 inwoners (31-12-2004). De oppervlakte bedraagt 13,6 km², de bevolkingsdichtheid is 181 inwoners per km².

## Demografie
Alfianello telt ongeveer 873 huishoudens. Het aantal inwoners steeg in de periode 1991-2001 met 6,2% volgens cijfers uit de tienjaarlijkse volkstellingen van ISTAT.
| Jaar | Inwoneraantal |
| ---- | ------------- |
| 1991 | 2209          |
| 2001 | 2347          |

## Geografie
De gemeente ligt op ongeveer 48 m boven zeeniveau.
Alfianello grenst aan de volgende gemeenten: Corte de' Frati (CR), Milzano, Pontevico, San Gervasio Bresciano, Scandolara Ripa d'Oglio (CR), Seniga.